# Ilyushin Il-114
L'Ilyushin Il-114 (Илью́шин Ил-114) è un aereo russo di linea bimotore turboelica per il trasporto passeggeri su tratte a corto raggio. Il progetto è stato sviluppato negli anni ottanta per sostituire gli aerei di linea a medio raggio russi: Antonov An-24, Yakovlev Yak-40 e Tupolev Tu-134.

## Storia del progetto
All'inizio degli anni ottanta la compagnia aerea sovietica Aeroflot aveva bisogno di nuovi e moderni aerei di linea in grado di trasportare un numero maggiore di passeggeri e con migliori prestazioni di quanto non fosse possibile coi modelli del tempo sulle tratte fino a 1 500 km.
Le specifiche furono soddisfatte dall'Ilyushin-114, secondo gli esperti il fabbisogno di questo tipo degli aerei regionali solo in paesi dell'area ex-URSS è di circa 400 unità dopo l'uscita dal servizio degli aerei Antonov An-24, Yakovlev Yak-40 e Tupolev Tu-134.
Il costruttore dell'aereo è l'ingegnere russo Nicolai Talikov. I lavori di progettazione dell'Ilyushin Il-114 sono incominciati nel 1984. I motori della russa Klimov sono stati integrati in complesso con l'avionica digitale EFIS per questo progetto. 5 display nella cabina di pilotaggio permette a questo aereo di decollare/atterrare 24 ore al giorno nelle condizioni climatiche secondo II categoria ICAO (i test dell'aereo sono stati svolti nelle condizioni di estremo Nord russo in Jakuzia, in Asia Centrale a Tashkent, nella parte europea della Russia ad Archangel'sk). L'Ilyushin Il-114 è stato costruito con un'alta percentuale di materiali compositi.
L'assemblaggio dell'Ilyushin Il-114 attualmente ha luogo alla TAPO a Tashkent, Uzbekistan.

## Versioni

### Il-114
- Il-114: versione iniziale per 64 passeggeri con motori Klimov TV7-117S
- Il-114T: versione iniziale cargo
- Il-114M: versione sperimentale con il peso massimo al decollo maggiorato
- Il-114M: versione sperimentale per 74 passeggeri con motori canadesi Pratt & Whitney Canada PW127Н
- Il-114P: versione per i voli di monitoraggio e controllo con l'autonomia di volo di 10 ore
- Il-114MP: versione militare per radiolocazione dei sottomarini
- Il-114FK: versione militare per il fotospionaggio
- Il-114PR: versione militare per lo spionaggio elettronico

### Il-114-100
- Il-114-100: versione con motori canadesi Pratt & Whitney Canada PW127Н e con le eliche nordamericane della Hamilton Standard con il complesso d'avionica Collins
- Il-114-100T: versione Il-114-100 cargo

### Il-114-300
- Il-114-300: versione iniziale per 52 passeggeri con motori di seconda serie Klimov TV7-117SM

### Il-140
- Il-140: versione militare per il supporto dell'aviazione strategica
- Il-140M: versione per i lavori di salvataggio e d'emergenza sul mare ed per il monitoraggio ecologico

## Utilizzatori

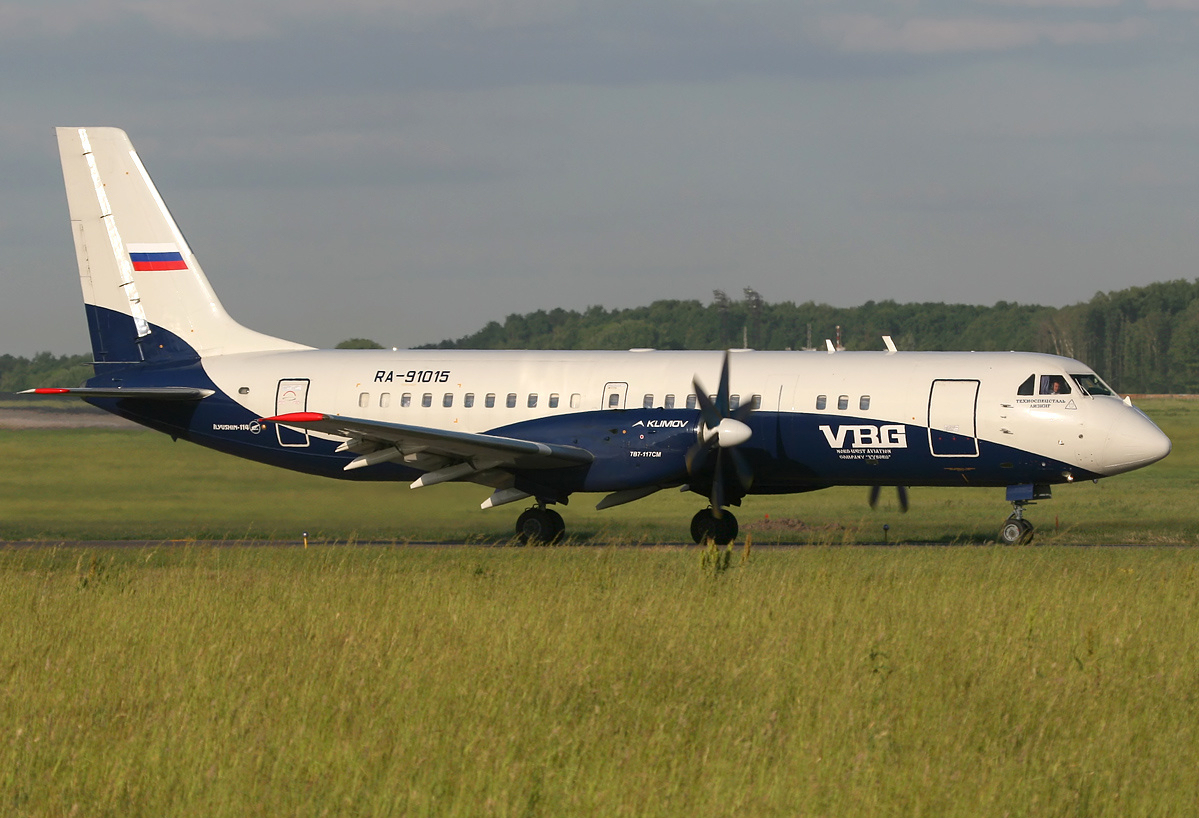
Ilyushin Il-114 della russa Vyborg Airlines

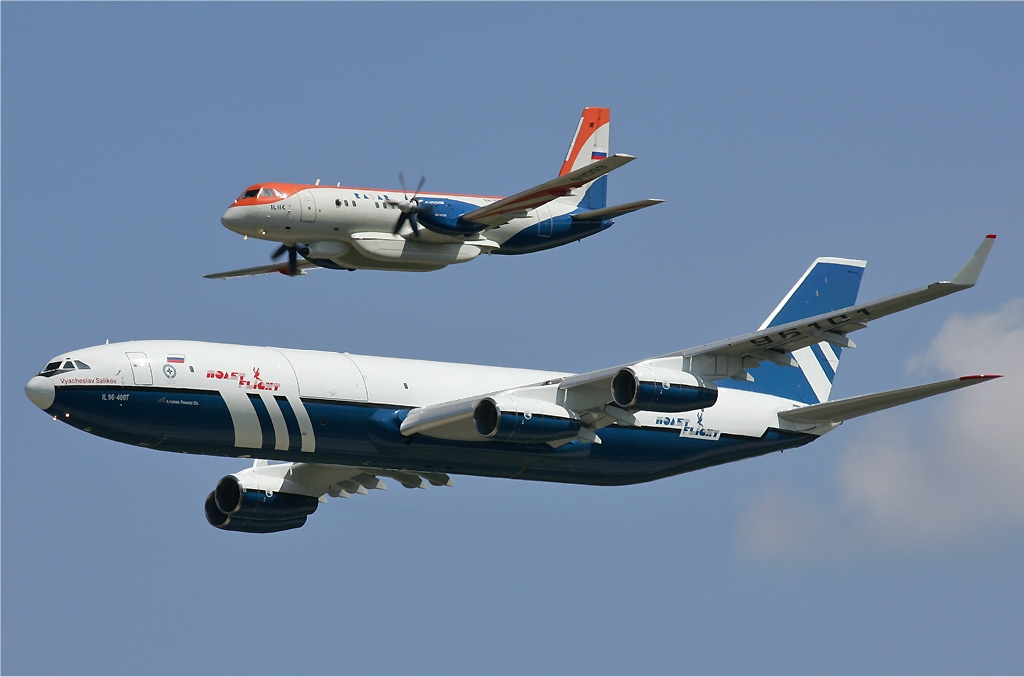
Ilyushin Il-114MP in volo insieme con Ilyushin Il-96 della Air Company Polet

Russia
- Vyborg Airlines

 Uzbekistan
- Uzbekistan Airways

### Ordinazioni
- Russia (96 ordinati)
  - Continent Aircompany
  - Otkrytoe Nebo Aircompany
  - Kirov Air Enterprise
  - Pskovavia[1]
- Venezuela (98 ordinati)

### Velivoli comparabili
- Antonov An-140
- ATR 42
- British Aerospace ATP
- de Havilland Canada Dash 8
- Dornier Do 328
- Embraer EMB 120 Brasilia
- Fokker F27
- Fokker F50
- Saab 2000
- Saab 340